# Alex Cazumba
Alex dos Santos Cazumba, mais conhecido como Alex Cazumba, (Amélia Rodrigues, 30 de junho de 1988), é um futebolista brasileiro que atua como lateral-esquerdo.
Atualmente, joga pelo Bahia de Feira.

## Carreira
Alex Cazumba começou a jogar futebol nas categorias de base do América de Rio Preto em 2002.
No ano seguinte foi para o Mirassol, até que em 2005 chegou aos juvenis do São Paulo. O jovem lateral esquerdo disputou pela base do Tricolor Paulista duas Copas São Paulo, a última delas em 2007 quando o time foi vice-campeão, até que em 2007 fez sua estreia pelos profissionais pela equipe do Rio Claro FC, emprestado pelo São Paulo. Acabou se destacando pela equipe do interior no Campeonato Paulista e no mesmo ano foi emprestado ao Juventude, porém acabou rebaixado no fim da temporada.
Em 2008, Cazumba enfim fez sua estreia profissional pelo São Paulo em abril, disputando inclusive uma partida como titular pelo Campeonato Brasileiro. Porém no meio da temporada transferiu-se para o Figueirense por empréstimo, onde sofreu novo rebaixamento à Série B no fim do ano.
Em 2009, jogou o Campeonato Paranaense pelo Toledo. Após a disputa foi, também por empréstimo, para o Vila Nova, de Goiás.
No inicio do ano seguinte foi emprestado ao Los Angeles Galaxy até 30 de novembro de 2010, onde atuou ao lado de nomes como David Beckham e Landon Donovan. Em 5 de junho daquele ano, marcou o gol nº 700 da história do Galaxy na MLS. No final de outubro, conquistou o título da Conferência Oeste da Major Legue Soccer (MLS).
Em 2011, emprestado, jogou o Paulistão defendendo o Ituano e em agosto foi emprestado novamente, desta vez para o Botafogo de Ribeirão Preto.
Para 2012, acertou com o XV de Piracicaba, para disputar o Campeonato Paulista de 2012, mas em março foi dispensado.
Para a temporada de 2013, Cazumba atuou no primeiro semestre no Operário-PR, no segundo reforçou o time do Marcílio Dias na Série D do Campeonato Brasileiro.
Em 2014, chegou ao Bahia de Feira.
O jogador apresentou-se em 25 de março de 2014 ao Botafogo-PB.
Iniciou 2016 pelo América-RN, onde atuou em 17 partidas oficiais, sendo 12 jogos do Campeonato Potiguar, onde foi vice-campeão; quatro pela Copa Nordeste e um pela Copa do Brasil; e marcou um gol. Em maio, se apresentou pelo Nacional de Manaus.
Retornou ao Bahia de Feira em 2017, onde foi vice-campeão baiano de 2019 e 2021.
Em abril de 2017, chegou ao Moto Club.
Em julho de 2017, acertou com o Mogi Mirim para a Série C do Campeonato Brasileiro.
Em março de 2018, foi contratado pelo Noroeste para às quartas de final da Série A3 do Paulista.
Em outubro de 2021, acertou com o Atlético Paraense para a disputa da Série B do Campeonato Paraense.
Em maio de 2022, completou 100 jogos pelo Bahia de Feira.

## Títulos
São Paulo
- Campeonato Brasileiro: 2008[27]

Los Angeles Galaxy
- MLS Supporters' Shield: 2010

Botafogo-PB
- Campeonato Paraibano: * 2014

América-RN
- Copa Cidade de Natal: 2016